# Cúp bóng đá Estonia 2012–13
Cúp bóng đá Estonia 2012–13 là mùa giải thứ 23 của giải đấu bóng đá loại trực tiếp danh giá nhất Estonia. Đội vô địch giành quyền tham gia vòng loại thứ nhất của UEFA Europa League 2013–14. Flora giành chức vô địch sau khi đánh bại Kalju 3–1 trong trận chung kết.

## Vòng Một
Lễ bốc thăm được tiến hành bởi Hiệp hội Bóng đá Estonia vào ngày 26 tháng 5 năm 2012, trước trận chung kết mùa giải 2011–12. FC Helios là đội duy nhất tham gia đến từ Rahvaliiga (RL) — một giải đấu được tổ chức bởi Hiệp hội Bóng đá Estonia, nhưng không thuộc hệ thống giải chính.
| Đội 1                         | Tỉ số        | Đội 2                      |
| 5 Tháng Sáu                   | 5 Tháng Sáu  | 5 Tháng Sáu                |
| ----------------------------- | ------------ | -------------------------- |
| FC Haiba (5)                  | 4–3          | (3) Tallinna JK Legion     |
| 6 Tháng Sáu                   |              |                            |
| Tallinna FC Levadia (1)       | 12–0         | (5) FC Toompea 1994        |
| Tallinna FC Levadia III (5)   | 0–3          | (4) Saue JK Laagri         |
| 10 Tháng Sáu                  |              |                            |
| JK Tallinna Kalev Juunior (5) | 0–2          | (4) Tallinna FC Olympic    |
| 12 Tháng Sáu                  |              |                            |
| FC Pokkeriprod (5)            | 3–2          | (5) FC Soccernet           |
| 19 Tháng Sáu                  |              |                            |
| Nõmme JK Kalju (1)            | 17–0         | (5) SK Eestimaa Kasakad    |
| Kohtla-Järve JK Alko (3)      | 1–2          | (1) FC Viljandi            |
| Tallinna FC Flora (1)         | 12–0         | (4) JK Loo                 |
| Tartu JK Tammeka (1)          | 4–0          | (3) Jõhvi FC Lokomotiv     |
| Lasnamäe FC Ajax II (4)       | 2–5          | (3) FC Velldoris           |
| Rummu Dünamo (4)              | 3–1          | (4) Saaremaa JK aameraaS   |
| 20 Tháng Sáu                  |              |                            |
| Tartu SK 10 II (3)            | đi tiếp1     | (5) JK Leisi               |
| Lasnamäe FC Ajax (3)          | đi tiếp2     | (4) SK Tääksi              |
| JK Tallinna Kalev III (4)     | 3–4 (s.h.p.) | (5) Maccabi                |
| Tallinna JK Piraaja (4)       | 1–5          | (2) Tartu SK 10            |
| Kärdla LM (4)                 | 3–0          | (5) Tabasalu JK Charma     |
| JK Baltika Keskerakond (4)    | 1–14         | (2) FC Infonet             |
| Tallinna FC Flora II (2)      | 8–1          | (5) JK Jalgpallihaigla     |
| EMÜ SK (4)                    | 1–3          | (3) Viljandi JK Tulevik    |
| FC Helios (RL)                | 0–4          | (5) Ambla Vallameeskond    |
| FC Kose (4)                   | 3–2          | (4) JK Kaitseliit Kalev II |
| FC Otepää (4)                 | 2–1          | (4) FCF Tallinna Ülikool   |
| JK Kernu Kadakas (4)          | 3–0          | (5) Tallinna FC Reaal      |
| SK Noorus 96 Jõgeva (4)       | 3–1          | (5) Viimsi FC Igiliikur    |
| PSK Alexela (5)               | 2–4          | (3) FC Maardu              |
| Saku Sporting (5)             | 3–1          | (4) FC Balteco             |
| Suure-Jaani United (4)        | 3–1          | (3) FC Infonet II          |
| Tartu Quattromed (4)          | 9–0          | (5) JK Tartu Löök          |
| Trummi SK (5)                 | 2–6          | (4) JK Visadus             |
| Nõmme JK Kalju III (5)        | 2–1 (s.h.p.) | (4) Tallinna FC Akhtamar   |
| Raasiku FC Joker 1993 (4)     | 0–9          | (3) HÜJK Emmaste           |
| 21 Tháng Sáu                  |              |                            |
| Kristiine JK (5)              | 2–3          | (3) Nõmme JK Kalju II      |
| JK Tallinna Kalev (1)         | 12–3         | (5) FC Kiiu                |
| Tallinna FC Ararat TTÜ SK (3) | 10–0         | (5) FC Aspen               |
| Türi Ganvix JK (3)            | 3–2          | (4) Eesti Koondis          |
| Tartu Ülikool Fauna (5)       | 0–3          | (3) JK Kaitseliit Kalev    |
| 26 Tháng Sáu                  |              |                            |
| Pirita Reliikvia (5)          | 0–8          | (4) Rapla JK Atli          |
| Navi Vutiselts (4)            | 1–0          | (5) Lihula JK              |
| 1 Tháng Bảy                   |              |                            |
| FC Eston Villa (4)            | 2–0          | (5) FC Lelle               |
| 2 Tháng Bảy                   |              |                            |
| JK Suema Cargobus (5)         | 1–3          | (4) Võru JK                |
| 4 Tháng Bảy                   |              |                            |
| Tartu JK Tammeka II (2)       | đi tiếp3     | (4) Kuusalu JK Rada        |
| Kohtla-Järve FC Lootus (2)    | x–14         | (2) FC Puuma               |
| Pärnu Linnameeskond (2)       | 4–2          | (3) JK Luunja              |
| FC Metropool Pärnu (4)        | 1–7          | (2) Kiviõli Tamme Auto     |
| Tallinna JK Dünamo (3)        | 2–1          | (3) Sörve JK               |
| FC Hell Hunt (4)              | 1–4          | (3) FC Elva                |
| 6 tháng Bảy                   |              |                            |
| FCF Järva-Jaani SK (4)        | 3–2          | (5) SK Imavere Forss       |
| 11 Tháng Bảy                  |              |                            |
| Tallinna FC Twister (5)       | 1–2          | (1) FC Kuressaare          |

Notes
- Ghi chú 1: JK Leisi bỏ giải.
- Ghi chú 2: SK Tääksi bỏ giải.
- Ghi chú 3: Tartu JK Tammeka II bỏ giải.
- Ghi chú 4: Kohtla-Järve FC Lootus giành chiến thắng với tỉ số 4–1, nhưng đã sử dụng một cầu thủ không hợp lệ. Vì vậy phần thắng được dành cho FC Puuma với tỉ số  -:1.[3]

### Đội miễn đấu
Các đội bóng sau không được bốc thăm và được tham gia vòng 2 mà không cần thi đấu:
- Meistriliiga (Cấp độ 1): Narva JK Trans, JK Sillamäe Kalev, Paide Linnameeskond
- Esiliiga (2): Rakvere JK Tarvas
- II Liiga (3): Paide Kumake, Keila JK, FC Nõmme United
- III Liiga (4): Põlva FC Lootos, Koeru JK, Saaremaa JK, Valga FC Warrior, JK Welco Elekter
- IV Liiga (5): Viimsi MRJK, Taebla JK, FC Pubi Trehv, Tartu Quattromed II

## Vòng Hai
Lễ bốc thăm diễn ra vào ngày 27 tháng Sáu.
| Đội 1                         | Tỉ số                    | Đội 2                   |
| 11 tháng Bảy                  | 11 tháng Bảy             | 11 tháng Bảy            |
| ----------------------------- | ------------------------ | ----------------------- |
| FC Viljandi (1)               | 6–1                      | (4) SK Noorus 96 Jõgeva |
| Tartu Quattromed II (5)       | 0–8                      | (2) Rakvere JK Tarvas   |
| Eston Villa (4)               | 0–6                      | (1) Tallinna FC Flora   |
| 13 tháng Bảy                  |                          |                         |
| Türi JK Ganvix (3)            | 6–1                      | (5) Ambla Vallameeskond |
| Suure-Jaani United (4)        | 4–1                      | (4) Koeru JK            |
| Paide Linnameeskond (1)       | 10–0                     | (5) FC Haiba            |
| 17 tháng Bảy                  |                          |                         |
| Tallinna FC Olympic (4)       | 1–5                      | (4) Tartu Quattromed    |
| 18 tháng Bảy                  |                          |                         |
| Rummu Dünamo (4)              | 1–2                      | (2) Pärnu Linnameeskond |
| JK Visadus (4)                | 0–1                      | (2) FC Infonet          |
| FC Puuma (2)                  | 1–0                      | (4) Valga FC Warrior    |
| Põlva FC Lootos (4)           | 3–1                      | (3) Paide Kumake        |
| FC Nõmme United (3)           | 1–2                      | (4) FC Kose             |
| 19 tháng Bảy                  |                          |                         |
| FC Otepää (4)                 | 0–1                      | (3) Tartu SK 10 II      |
| 22 tháng Bảy                  |                          |                         |
| Kernu JK Kadakas (4)          | 1–2                      | (4) Saaremaa JK         |
| Nõmme JK Kalju III (5)        | 0–2                      | (3) FC Velldoris        |
| Kuusalu JK Rada (4)           | 3–2                      | (3) JK Kaitseliit Kalev |
| Lasnamäe FC Ajax (3)          | 0–2                      | (3) HÜJK Emmaste        |
| Maccabi (5)                   | 3–1 (s.h.p.)             | (5) Taebla JK           |
| 24 tháng Bảy                  |                          |                         |
| JK Sillamäe Kalev (1)         | 6–0                      | (3) Keila JK            |
| Võru JK (4)                   | 1–1 (s.h.p.) (4–3 ph.đ.) | (5) FC Pubi Trehv       |
| 25 tháng Bảy                  |                          |                         |
| Tallinna JK Dünamo (3)        | 0–5                      | (2) Kiviõli Tamme Auto  |
| FC Elva (4)                   | 6–1                      | (4) JK Welco Elekter    |
| FC Maardu (3)                 | 5–0                      | (4) FCF Järva-Jaani     |
| 30 tháng Bảy                  |                          |                         |
| Saku Sporting (5)             | 3–4 (s.h.p.)             | (4) Rapla JK Atli       |
| 31 tháng Bảy                  |                          |                         |
| Tartu JK Tammeka (1)          | 3–0                      | (3) Viljandi JK Tulevik |
| JK Tallinna Kalev (1)         | 0–4                      | (1) Nõmme JK Kalju      |
| 7 tháng Tám                   |                          |                         |
| Tallinna FC Ararat TTÜ SK (3) | 3–2                      | (1) FC Kuressaare       |
| 8 tháng Tám                   |                          |                         |
| Kärdla LM (4)                 | 0–1 (s.h.p.)             | (4) Navi Vutiselts      |
| Tallinna FC Flora II (2)      | 6–0                      | (5) Viimsi MRJK         |
| 14 Tháng Tám                  |                          |                         |
| Narva JK Trans (1)            | 6–0                      | (4) Saue JK Laagri      |
| 15 Tháng Tám                  |                          |                         |
| FC Pokkeriprod (5)            | 0–18                     | (1) Tallinna FC Levadia |
| Tartu SK 10 (2)               | 3–3 (s.h.p.) (7–6 ph.đ.) | (3) Nõmme JK Kalju II   |

## Vòng Ba
Lễ bốc thăm diễn ra vào ngày 2 tháng Tám.  Các trận đấu diễn ra từ ngày 21 đến 31 tháng Tám.
| Đội 1                    | Tỉ số                    | Đội 2                         |
| 21 Tháng Tám             | 21 Tháng Tám             | 21 Tháng Tám                  |
| ------------------------ | ------------------------ | ----------------------------- |
| Tartu SK 10 II (3)       | 0–3                      | (1) Nõmme JK Kalju            |
| 22 Tháng Tám             |                          |                               |
| FC Viljandi (1)          | 2–0                      | (2) Rakvere JK Tarvas         |
| Tartu Quattromed (4)     | 9–2                      | (5) Maccabi                   |
| FC Puuma (2)             | 0–2                      | (1) JK Sillamäe Kalev         |
| FC Infonet (2)           | 5–0                      | (3) Tallinna FC Ararat TTÜ SK |
| 28 Tháng Tám             |                          |                               |
| FC Kose (4)              | 2–6                      | (3) Türi JK Ganvix            |
| FC Maardu (3)            | 0–1                      | (4) Võru JK                   |
| 4 Tháng Chín             |                          |                               |
| Tallinna FC Levadia (1)  | 17–1                     | (4) Rapla JK Atli             |
| 5 Tháng Chín             |                          |                               |
| Suure-Jaani United (4)   | 1–2                      | (3) FC Elva                   |
| FC Velldoris (3)         | 3–2                      | (4) Põlva FC Lootos           |
| 9 Tháng Chín             |                          |                               |
| Narva JK Trans (1)       | đi tiếp5                 | (4) Saaremaa JK               |
| 12 Tháng Chín            |                          |                               |
| Kiviõli Tamme Auto (2)   | đi tiếp6                 | (4) Kuusalu JK Rada           |
| HÜJK Emmaste (3)         | 0–4                      | (1) Tartu JK Tammeka          |
| Tallinna FC Flora II (2) | 0–0 (s.h.p.) (4–3 ph.đ.) | (1) Paide Linnameeskond       |
| Pärnu Linnameeskond (2)  | 3–2                      | (4) Navi Vutiselts            |
| Tartu SK 10 (2)          | 1–9                      | (1) Tallinna FC Flora         |

Ghi chú
- Ghi chú 5: Saaremaa JK bỏ giải.
- Ghi chú 6: Kuusalu JK Rada bỏ giải.[7]

## Vòng Bốn
Lễ bốc thăm diễn ra vào ngày 23 tháng Tám.
| Đội 1                   | Tỉ số                    | Đội 2                    |
| 25 Tháng Chín           | 25 Tháng Chín            | 25 Tháng Chín            |
| ----------------------- | ------------------------ | ------------------------ |
| Nõmme JK Kalju (1)      | 4–3 (s.h.p.)             | (1) Tallinna FC Levadia  |
| 10 Tháng Mười           |                          |                          |
| Türi JK Ganvix (3)      | 8–1                      | (3) FC Velldoris         |
| Kiviõli Tamme Auto (2)  | 0–1                      | (1) JK Sillamäe Kalev    |
| FC Infonet (2)          | 1–1 (s.h.p.) (2–4 ph.đ.) | (1) Tartu JK Tammeka     |
| Pärnu Linnameeskond (2) | 4–2                      | (4) Võru JK              |
| 13 Tháng Mười           |                          |                          |
| Tartu Quattromed (4)    | 1–7                      | (1) Narva JK Trans       |
| 24 Tháng Mười           |                          |                          |
| FC Viljandi (1)         | 3–1                      | (2) Tallinna FC Flora II |
| FC Elva (3)             | 0–2                      | (1) Tallinna FC Flora    |

## Tứ kết
Lễ bốc thăm diễn ra vào ngày 28 tháng 2 năm 2013, vào lúc khởi đầu mùa giải mới. Tammeka được miễn đấu và vào bán kết vì đội bóng còn lại, Viljandi, đã giải thể sau mùa giải 2012.
| 16 tháng 4 năm 2013 | Bản mẫu:Fb team Trans            | 2 – 1    | Bản mẫu:Fb team SKalev | Narva                                                                               |  |
| 18:00 UTC+3         | Shesterkov 20' · Nesterovski 89' | Chi tiết | 35' Tjapkin            | Sân vận động: Kalevi kunstmurustaadion Lượng khán giả: 290 Trọng tài: Kristo Tohver |  |

| 17 tháng 4 năm 2013 | Bản mẫu:Fb team Pärnu LM | 0 – 6    | Bản mẫu:Fb team Flora                                    | Pärnu                                                                    |  |
| 18:00 UTC+3         |                          | Chi tiết | 15', 82' Adou · 35' Laabus · 48', 79' Gussev · 68' Prosa | Sân vận động: Pärnu kunstmuru Lượng khán giả: 135 Trọng tài: Ainar Kuusk |  |

| 17 tháng 4 năm 2013 | Bản mẫu:Fb team Kalju                                     | 5 – 0    | Bản mẫu:Fb team Ganvix | Tallinn                                                                   |  |
| 20:00 UTC+3         | Voskoboinikov 25', 58', 79' · Quintieri 30' · Dupikov 46' | Chi tiết |                        | Sân vận động: Sportland Arena Lượng khán giả: 85 Trọng tài: Juri Frischer |  |

|  | Bản mẫu:Fb team Tammeka | đi tiếp |  |  |  |
|  |                         |         |  |  |  |

## Bán kết
Lễ bốc thăm diễn ra vào ngày 18 tháng 4 năm 2013.
| 30 tháng 4 năm 2013 | Bản mẫu:Fb team Kalju                                      | 5 – 1    | Bản mẫu:Fb team Tammeka | Tallinn                                                               |  |
| 19:30 UTC+3         | Bärengrub 4' · Quintieri 13', 55' · Puri 18' · Neemelo 52' | Chi tiết | 17' (l.n.) Puri         | Sân vận động: Sportland Arena Lượng khán giả: 82 Trọng tài: Jaan Roos |  |

| 30 tháng 4 năm 2013 | Bản mẫu:Fb team Trans | 0 – 3    | Bản mẫu:Fb team Flora                                 | Narva                                                                              |  |
| 19:30 UTC+3         |                       | Chi tiết | 28' (ph.đ.) Jürgenson · 52' Prosa · 53' van de Streek | Sân vận động: Kalevi kunstmurustaadion Lượng khán giả: 80 Trọng tài: Kristo Tohver |  |

## Chung kết
| 18 tháng 5 năm 2013 | Bản mẫu:Fb team Kalju | 1 – 3    | Bản mẫu:Fb team Flora                   | Tallinn                                                                 |  |
| 17:00 UTC+3         | 44' Bärengrub         | Chi tiết | Frolov 15', 49' (ph.đ.) · Jürgenson 59' | Sân vận động: A. Le Coq Arena Lượng khán giả: 3521 Trọng tài: Jaan Roos |  |

## Vua phá lưới
| Thứ hạng | Cầu thủ                 | Đội bóng                  | Số bàn thắng |
| -------- | ----------------------- | ------------------------- | ------------ |
| 1        | Trevor Elhi             | Levadia                   | 9            |
| 1        | Rimo Hunt               | Levadia                   | 9            |
| 1        | Albert Prosa            | Flora                     | 9            |
| 4        | Ingemar Teever          | Levadia                   | 7            |
| 5        | Jevgeni Gurtšioglujants | Infonet                   | 6            |
| 5        | Avetis Harutjunjan      | Tallinna FC Ararat TTÜ SK | 6            |
| 5        | Damiano Quintieri       | Nõmme Kalju               | 6            |
| 8        | Ergo Eelmäe             | Türi JK Ganvix            | 5            |
| 8        | Sander Niit             | Rapla JK Atli             | 5            |
| 8        | Ivar Sova               | Tartu Quattromed          | 5            |
| 8        | Taavi Vellemaa          | Tartu Quattromed          | 5            |